# سباق باريس روبيه 2002
طواف باريس 2002 هو سباق دراجات هوائية أقيم بتاريخ أبريل 14، تكون السباق من مرحلة واحدة، وامتدّ لمسافة 261 كم، وبسرعة 39.235 كم/س، استغرق السباق 6 ساعات و39 دقيقة و08 ثانية. فاز به البلجيكي يوهان موسيو.

## الترتيب
| م                     | الدرّاج      | البلد  | الزمن                       |
| --------------------- | ----------- | ------ | --------------------------- |
| الفائز بالترتيب العام | يوهان موسيو | بلجيكا | 6 ساعات و39 دقيقة و08 ثانية |